# Fußball-Südasienmeisterschaft 2021
Die Fußball-Südasienmeisterschaft 2021 (offiziell 2021 SAFF Championship, aus Sponsorengründen auch 2021 Ooredoo SAFF Championship genannt) war die 13. Austragung des Turniers und fand vom 1. bis zum 16. Oktober 2021 auf den Malediven statt. Die Malediven waren nach 2008 (damals mit Sri Lanka) zum zweiten Mal Gastgeber des Wettbewerbs.
Fünf Mannschaften aus dem südasiatischen Raum spielten um den Titel des Südasienmeisters. Mit Bhutan und Pakistan nahmen zwei Mitglieder der South Asian Football Federation (SAFF) nicht teil. Titelverteidiger war die Mannschaft der Malediven. Sieger wurde zum achten Mal Indien, das Nepal im Finale mit 3:0 besiegte.

## Austragungsort und Modus
Nachdem im März 2018 die FIFA-Suspendierung des pakistanischen Fußballverbandes aufgehoben worden war, vergab die SAFF einen Monat später die Austragungsrechte für die Südasienmeisterschaft 2020 an Pakistan. Das Turnier wäre nach 1993 und 2005 das dritte Mal in Pakistan ausgetragen worden. Im September 2019 wurde jedoch Bangladesch als neuer Gastgeber für die Austragung im September 2020 bestimmt. Aufgrund der Corona-Pandemie wurde das Turnier zunächst von 2020 auf 2021 verschoben, im Juli 2021 zog sich dann Bangladesch als Gastgeber zurück. Nach Bewerbungen der Malediven und Nepals um die Austragung, wurde das Turnier im August 2021 an die Malediven neu vergeben und auf Anfang Oktober 2021 verschoben.
Da sich durch die erneute FIFA-Suspendierung Pakistans und die Nichtteilnahme Bhutans die Anzahl der Mannschaft auf fünf reduzierte, wurde der Modus gegenüber dem Turnier von 2018 verändert. Anstatt in zwei Gruppen mit anschließendem Halbfinale wurden die Finalteilnehmer in einer einzelnen Gruppe ermittelt. Innerhalb der Gruppe spielten die Mannschaften jeweils einmal gegeneinander. Die zwei besten Teams erreichten das Finale. Ein Spiel um den dritten Platz wurde wie schon seit 2005 nicht mehr ausgetragen. Alle Spiele fanden im Nationalen Fußballstadion in der maledivischen Hauptstadt Malé statt.

## Gruppenphase
| Pl. | Land        | Sp. | S | U | N | Tore    | Diff. | Punkte |
| --- | ----------- | --- | - | - | - | ------- | ----- | ------ |
| 1.  | Indien      | 4   | 2 | 2 | 0 | 005:200 | +3    | 08     |
| 2.  | Nepal       | 4   | 2 | 1 | 1 | 005:400 | +1    | 07     |
| 3.  | Malediven   | 4   | 2 | 0 | 2 | 004:400 | ±0    | 06     |
| 4.  | Bangladesch | 4   | 1 | 2 | 1 | 003:400 | −1    | 05     |
| 5.  | Sri Lanka   | 4   | 0 | 1 | 3 | 002:500 | −3    | 01     |

| 1. Oktober 2021, 16:00 Uhr und 21:00 Uhr  |   |             |           |
| Sri Lanka                                 | – | Bangladesch | 0:1 (0:0) |
| Nepal                                     | – | Malediven   | 1:0 (0:0) |
| 4. Oktober 2021, 16:00 Uhr und 21:00 Uhr  |   |             |           |
| Bangladesch                               | – | Indien      | 1:1 (0:1) |
| Sri Lanka                                 | – | Nepal       | 2:3 (0:1) |
| 7. Oktober 2021, 16:00 Uhr und 21:00 Uhr  |   |             |           |
| Indien                                    | – | Sri Lanka   | 0:0       |
| Malediven                                 | – | Bangladesch | 2:0 (0:0) |
| 10. Oktober 2021, 16:00 Uhr und 21:00 Uhr |   |             |           |
| Malediven                                 | – | Sri Lanka   | 1:0 (1:0) |
| Nepal                                     | – | Indien      | 0:1 (0:0) |
| 13. Oktober 2021, 16:00 Uhr und 21:00 Uhr |   |             |           |
| Bangladesch                               | – | Nepal       | 1:1 (1:0) |
| Indien                                    | – | Malediven   | 3:1 (1:1) |

## Finale
| Indien                                                                             | Indien | Nepal | Nepal |
| ---------------------------------------------------------------------------------- | --- | --- | ----- |
| Indien                                                                             | \| Finale \| \| 16. Oktober 2021 um 20:00 Uhr (17:00 Uhr MESZ) in Malé (Nationales Fußballstadion) \| \| Ergebnis: 3:0 (0:0) \| \| Schiedsrichter: Majed al-Shamrani ( Saudi-Arabien) \| \| Spielbericht \| | \| Finale \| \| 16. Oktober 2021 um 20:00 Uhr (17:00 Uhr MESZ) in Malé (Nationales Fußballstadion) \| \| Ergebnis: 3:0 (0:0) \| \| Schiedsrichter: Majed al-Shamrani ( Saudi-Arabien) \| \| Spielbericht \| | Nepal |
| Indien                                                                             | Gurpreet Singh Sandhu – Pritam Kotal, Rahul Bheke, Chinglensana Singh, Mandar Rao Dessai – Mohammed Yasir (76. Udanta Singh), Lalengmawia Ralte (76. Glan Martins), Suresh Singh Wangjam (86. Sahal Abdul Samad), Anirudh Thapa (86. Jeakson Singh) – Sunil Chhetri, Manvir Singh (86. Rahim Ali) Cheftrainer: Igor Štimac ( Kroatien) | Kiran Chemjong – Gautam Shrestha (57. Bishal Rai), Ananta Tamang, Dinesh Rajbanshi, Suman Aryal (57. Manish Dangi) – Suman Lama (66. Sunil Bal), Pujan Uparkoti (82. Santosh Tamang), Rohit Chand, Tej Tamang, Sujal Shrestha (57. Ayush Ghalan) – Nawayug Shrestha Cheftrainer: Abdullah al-Mutairi ( Kuwait) | Nepal |
| Indien                                                                             | 1:0 Chhetri (49.) 2:0 Wangjam (50.) 3:0 Samad (90.+1') | | Nepal |
| Indien                                                                             | Ralte (8.), Dessai (82.) | T. Tamang (52.) | Nepal |
| Finale                                                                             | | |       |
| 16. Oktober 2021 um 20:00 Uhr (17:00 Uhr MESZ) in Malé (Nationales Fußballstadion) | | |       |
| Ergebnis: 3:0 (0:0)                                                                | | |       |
| Schiedsrichter: Majed al-Shamrani ( Saudi-Arabien)                                 | | |       |
| Spielbericht                                                                       | | |       |